# 简诺·扬多
简诺·扬多（匈牙利語：Jandó Jenő，匈牙利語發音：[ˈjɛnøː ˈjɒndoː]；1952年2月1日—2023年7月4日），匈牙利钢琴家，李斯特音乐学院教授。

## 生平
简诺·扬多出生在匈牙利佩奇，1968年考入布达佩斯的李斯特音乐学院，师从卡塔林·内梅什教授以及帕尔·考多绍教授，此后赢得了包括齐夫拉钢琴比赛和西亚尼钢琴比赛在内的众多国际奖项。1970年，他在贝多芬钢琴比赛获得第三名，正式开启了他的职业生涯。1974年毕业后，扬多开始在母校任教。此后，扬多在齐夫拉、西亚尼等国际比赛中取得成功。
2023年7月4日，简诺·扬多在布达佩斯的家中去世，享年71岁 。

## 作品

### 商業錄音
揚多為拿索斯、Hungaroton、Laserlight灌錄了数百张唱片，包含巴哈、貝多芬、李斯特、舒曼、舒伯特、布拉姆斯、海頓、巴爾托克、蕭邦等作曲家的作品。
扬多的独奏曲目以德奥及匈牙利作曲家作品为主，他在拿索斯录制过莫扎特全套的钢琴协奏曲与奏鸣曲、海顿钢琴奏鸣曲全集、贝多芬钢琴奏鸣曲全集等，他对李斯特、巴托克作品的诠释也受到好评。
作为一个伴奏演奏家，扬多与西崎崇子合作演奏了贝多芬、法朗克和葛利格的小提琴奏鸣曲、舒伯特的全套小提琴奏鸣曲，以及为拿索斯唱片录制的莫扎特奏鸣曲。其中部分唱片在企鵝唱片指南中获得极高的排名。他在高大宜的大提琴奏鳴曲及最近與德國大提琴家瑪莉亞·柯利科（Maria Kliegel）合作的埃爾諾大提琴奏鳴曲中亦展現他的成就。

## 外部連結
- 简诺·扬多的Discogs页面（英文）
- 拿索斯唱片網站中的介紹 （页面存档备份，存于）